# A31高速公路 (義大利)
A31高速公路（義大利語：Autostrada A31），又稱阿斯蒂科谷高速公路（Autostrada della Val d'Astico/Valdastico），是義大利一條高速公路，由維琴察至皮奧韋內-羅徹特，全長35.6公里。
全公路1972年動工，1976年通車。未來將分別向南北延伸，與巴迪亞波萊西內（434國道）和A22高速公路接通。屆時全長將達127.6公里。